# Francisco Pietrobelli

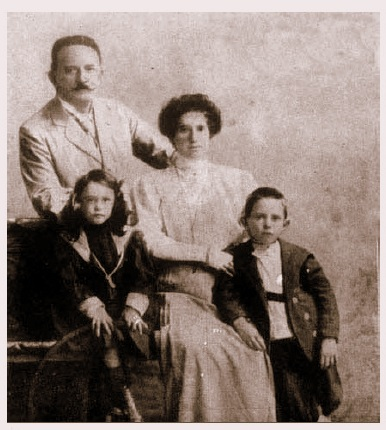
La familia Pietrobelli

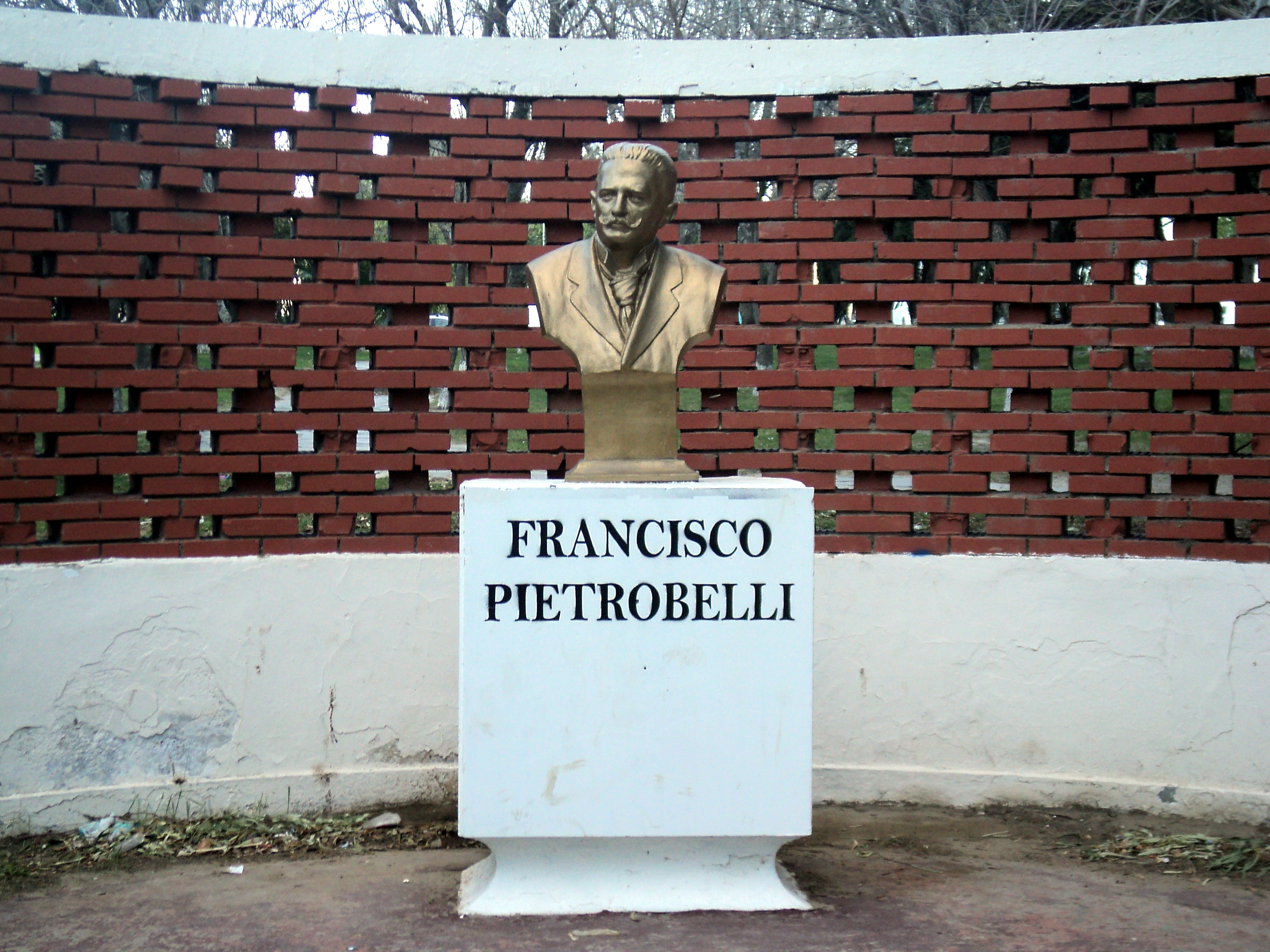
Monumento en Comodoro

Francisco Pietrobelli (Verona, Reino lombardo-véneto, Imperio austríaco, 11 de noviembre de 1858 - Italia, 1916) fue un obrero, comerciante, colonizador y explorador ítalo-argentino, considerado fundador de las ciudades de Sarmiento y Comodoro Rivadavia. El Cerro Pietrobelli (ubicado en la provincia de Santa Cruz, en el límite con Chile) lleva su nombre.

## Biografía
Pietrobelli había nacido el 11 de noviembre de 1858, en Verona, una ciudad del Imperio austríaco, que hoy es parte de la región italiana del Véneto. Luego de recibir educación secundaria, emigró hacia el Imperio alemán y luego a Estados Unidos, antes de llegar a Argentina en 1888.
Llegó junto con un contingente de obreros italianos a la Colonia galesa del Chubut, contratado para la construcción del ferrocarril que uniría Puerto Madryn con Trelew. Luego, decide radicarse en la zona, fundando dos casas comerciales en Rawson y Gaiman. En 1894, crea la sociedad El Fénix, para explorar los valles andinos, pero el proyecto fracasa.

### Fundación de Colonia Ideal
En 1895, se une el Club Social de Gaiman integrado por personalidades de esa localidad, con el fin de organizar expediciones de colonización en otros sectores del Chubut. El 28 de julio de 1896, presenta ante el gobernador Alejandro Conesa, el pedido de concesión de dos secciones inexploradas del sur del territorio, más precisamente al sur del lago Colhué Huapi, para formar una colonia agropecuaria. La presentación fue avalada por 183 firmas, en su mayoría inmigrantes e hijos de inmigrantes de origen galés e italiano.
El 5 de enero de 1897, Pietrobelli parte desde Rawson, junto con aborígenes e inmigrantes (tanto galeses como italianos) hacia los valles Mártires, Altares, los valles cordilleranos, y los lagos Colhué Huapi y Musters (este último lugar es donde lo convence para la colonia, ya que era el más fértil). Finalmente, regresa el 9 de septiembre a la colonia galesa.
Mientras estaba en el viaje, el 27 de junio, el Gobierno Nacional otorga por decreto las tierras para fundar allí una colonia llamada Ideal, luego su nombre fue cambiado a Sarmiento, en homenaje al educador y presidente sanjuanino Domingo Faustino Sarmiento.
En noviembre de 1897, Pietrobelli llega al área, junto a Jencks y Cipriano López, Luis Tomietti, Desiderio Torres, Morgan Bowen, Zacarías Torres, entre otros. Luego llegan ocho familias al lugar, tres de ellas eran galesas y tres, polacas, como así también varios indios Tehuelches. Sin embargo, la colonia comenzaba a tener problemas en cuanto a abastecimiento, ya que el puerto más cercano era Camarones, que se encontraba a gran distancia.

### Fundación de Comodoro Rivadavia
Ante la necesidad de esa naciente colonia, Pietrobelli, decide crear un puerto en la Rada Tilly, ya que según las cartas náuticas de Robert Fitz Roy, aparecía como un fondeadero natural y estaba ubicado a 60 millas desde el Oeste. Para ello, decide primero trazar el camino hacia el lugar, para así poder obtener la autorización del Gobierno Nacional. Además, de abastecer a la colonia Sarmiento, también se dio cuenta de que podría servir para cargar los productos agrícolas-ganaderos de este y otros pueblos de la zona.
El 11 de marzo de 1899, llega a la Punta del Marqués. Después, se traslada a Buenos Aires, donde se reúne con el empresario lanero Julio Fernández, quien se interesa en el proyecto y colabora con materiales para construir un galpón en el área. Luego, en 1900, se traslada a la Punta Borja (hoy parte del Puerto Antonio Morán), dónde implanta un tronco de molle y funda la nueva ciudad, que toma el nombre de Puerto Tilly.
Allí se establecería una población de unas pocas familias (en su mayoría de origen español), el 16 de enero de 1901, se presenta ante el Ministerio del Interior la solicitud de un decreto presidencial para formalizar la fundación del pueblo, que finalmente fue realizado el 23 de febrero, dándole el nombre de Comodoro Rivadavia, en homenaje al marino que efectuara sondeos en el golfo San Jorge, el comodoro Martín Rivadavia, nieto de Bernardino Rivadavia.
En 1902, Pietrobelli es designado juez de paz, designado por el gobernador del Territorio Nacional, según la ley 1.536. Durante los años siguientes, la ciudad comienza a crecer, en un principio gracias al comercio y desde 1907 por el descubrimiento de petróleo. Además, comienza la llegada de inmigrantes bóeres, provenientes de Sudáfrica, liderados por Louis Baumann y el italiano Camillo Ricchiardi.

### Fallecimiento
En 1910, Pietrobelli retorna a Italia junto con su familia (conformada por su esposa, también de origen italiano y con quién se casó en Rawson, y sus dos hijos), donde fallece seis años más tarde en 1916.